# مهيدجيري هاكيزيمانا
مهيدجيري هاكيزيمانا (بالإنجليزية: Muhadjiri Hakizimana)‏ (مواليد 13 أغسطس 1994) هو لاعب كرة قدم رواندي يجيد اللعب في الوسط، لعب سابقاً في نادي الإمارات ونادي الخلود.

## روابط خارجية
- مهيدجيري هاكيزيمانا على موقع قاعدة بيانات كرة القدم.إي يو (الإنجليزية)
- مهيدجيري هاكيزيمانا على موقع ناشيونال فوتبول تيمز (الإنجليزية)
- مهيدجيري هاكيزيمانا على موقع Soccerway.com (الإنجليزية)
- مهيدجيري هاكيزيمانا على موقع عالم كرة القدم.نت (الإنجليزية)